# إيالة قانيجة

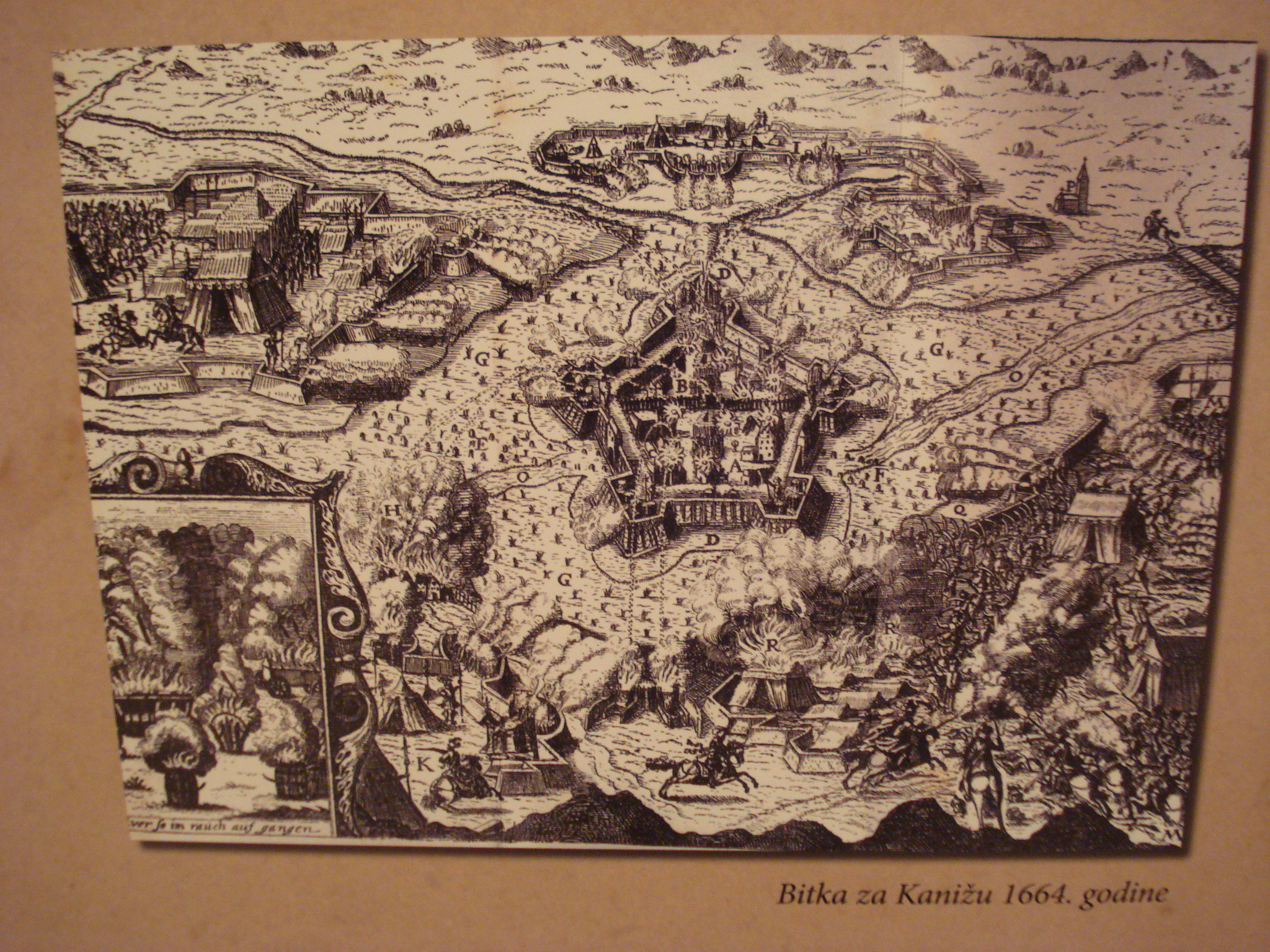
تصوير معاصر لحصار ناجيكانيزا الفاشل في مايو 1664، الذي قامت به القوات المسيحية بقيادة نيكولا السابع زرينسكي، بان (نائب الملك) في كرواتيا، الجنرال هوهينلوه-نوينشتاين والجنرال بيتر ستروزي

إيالة قانيجة (بالتركية العثمانية: ایالت قنیژه)‏ هي إيالة تابعة للدَّولة العُثمانية تشكلت في سنة 1600 م واستمرت تحت السيادة العُثمانية قُرابة المائة عام، وذلك حتى معاهدة كارلوفجة عام 1699 م. وشملت أجزاء من المجر وكرواتيا المُعاصرتين.

## التسمية
سُميت الإيالة باسم قانيژه حسب اللُّغة التُّركيَّة العُثمانيَّة، والتي يُقابل حرف الزَّاي المُثلَّث بالجيم العربيَّة لتُلفظ قانيجة، بينما ذكرها المُؤرخ المصري من أصلٍ تُركي محمد فريد بك باسم كانيشا.

## التاريخ
تأسست إيالة قانيجة عام 1600 بعد الاستيلاء على بلدة ناجيكانيزسا من هابسبورغ. تم ضم هذه المنطقة التي تم فتحها حديثًا إلى أراضي مقاطعة زيكتفار، التي تشكلت عام 1596 من بعض سناجق إيالة بودين (والتي تم توسيعها نتيجة المكاسب الإقليمية العثمانية خلال الحرب الطويلة) وإيالة البوسنة. كانت إيالة قانيجة موجودة حتى استيلاء مملكة هابسبورغ على مدينة قنيزة في عام 1690. تنازلت الدولة العثمانية عنها رسميًا لملكية هابسبورغ بموجب معاهدة كارلويتز في عام 1699.